# Chester W. Nimitz

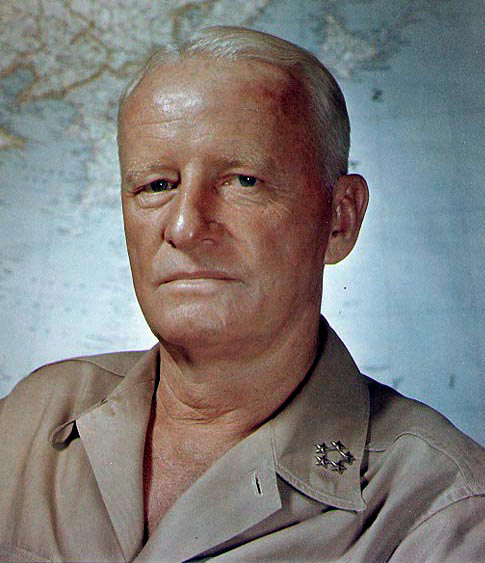
Amiralul american Chester William Nimitz.

Chester William Nimitz (n. 24 februarie 1885 – d. 20 februarie 1966) a fost un amiral american, unul dintre principalii comandanți militari americani din timpul celui de-Al Doilea Război Mondial.

## Începutul vieții
Chester W. Nimitz, a fost un texan de origine germană, fiul a lui Chester Bernhard și Anna (Henke) Nimitz.  S-a născut la 24 februarie 1885 în Fredericksburg, Texas unde casa lui este acum Muzeul Național Amiral Nimitz. Tatăl lui fragil și reumatic a murit înainte de nașterea sa. A fost semnificativ influențat de bunicul său, Charles Henry Nimitz, fost marinar în Marina Comercială Germană, care l-a învățat că "marea - ca și viața însăși - este un șef dur. Cel mai bine treci prin ea să înveți tot ce poți, apoi să faci tot ce poți  și să nu-ți faci griji - în special despre lucruri pe care nu le poți controla."
Inițial tânărul Nimitz a dat admitere la academia militară West Point în speranța să devină ofițer al Armatei SUA, dar nu a reușit să obțină un interviu. James L. Slayden, i-a spus că ar putea să încerce la Marina Militară unde ar fi cel mai bine calificat candidat. Nimitz a simțit că aceasta este singura lui oportunitate pentru continuarea studiilor și s-a pregătit foarte bine.
El a fost acceptat la Academia Navală a SUA pe care a absolvit-o la 30 ianuarie 1905 cu distincție, al șaptelea dintr-o clasă de 114 de elevi.

## Cariera militară

### Începuturile carierei

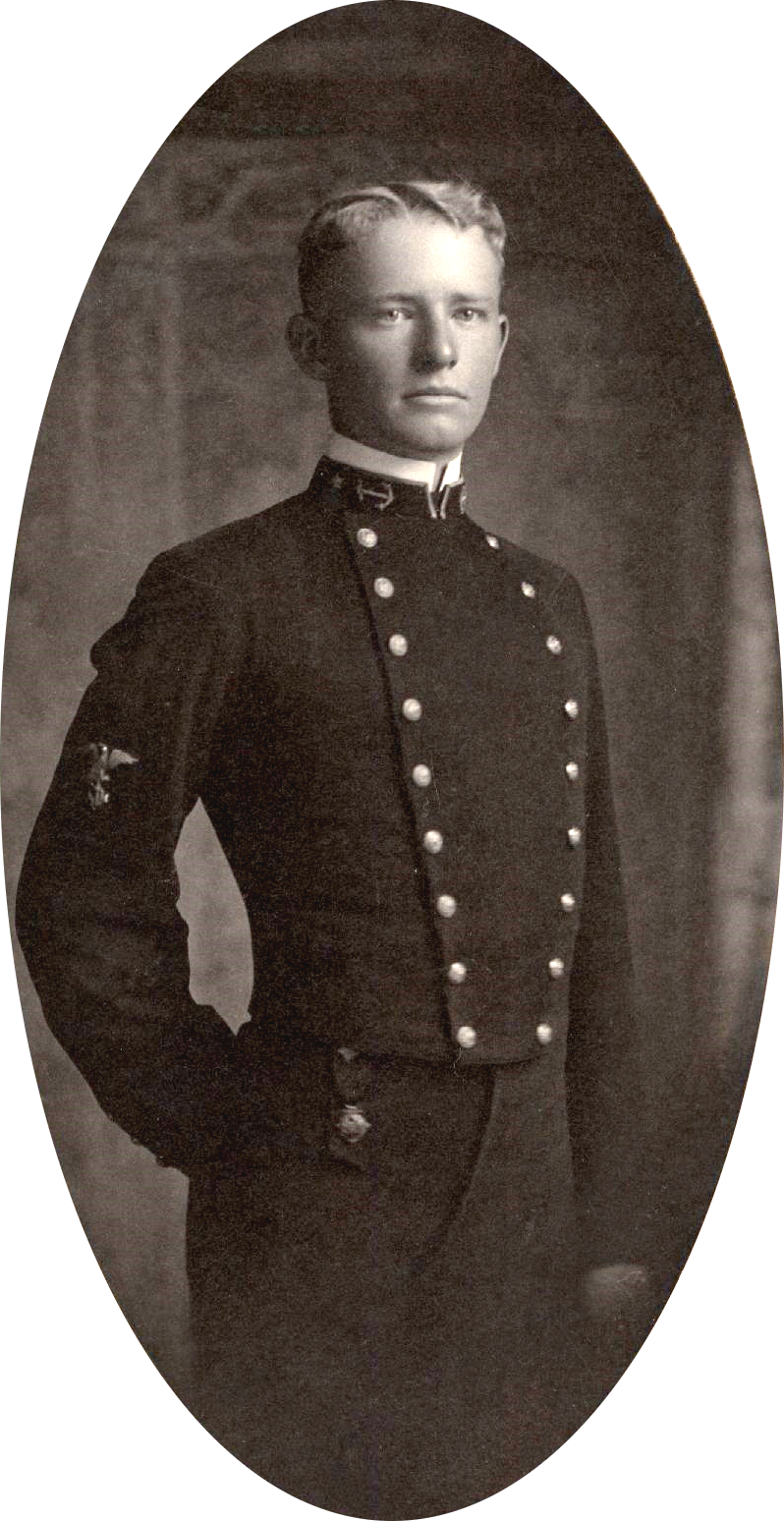
Midshipman 1/C Nimitz, c. 1905

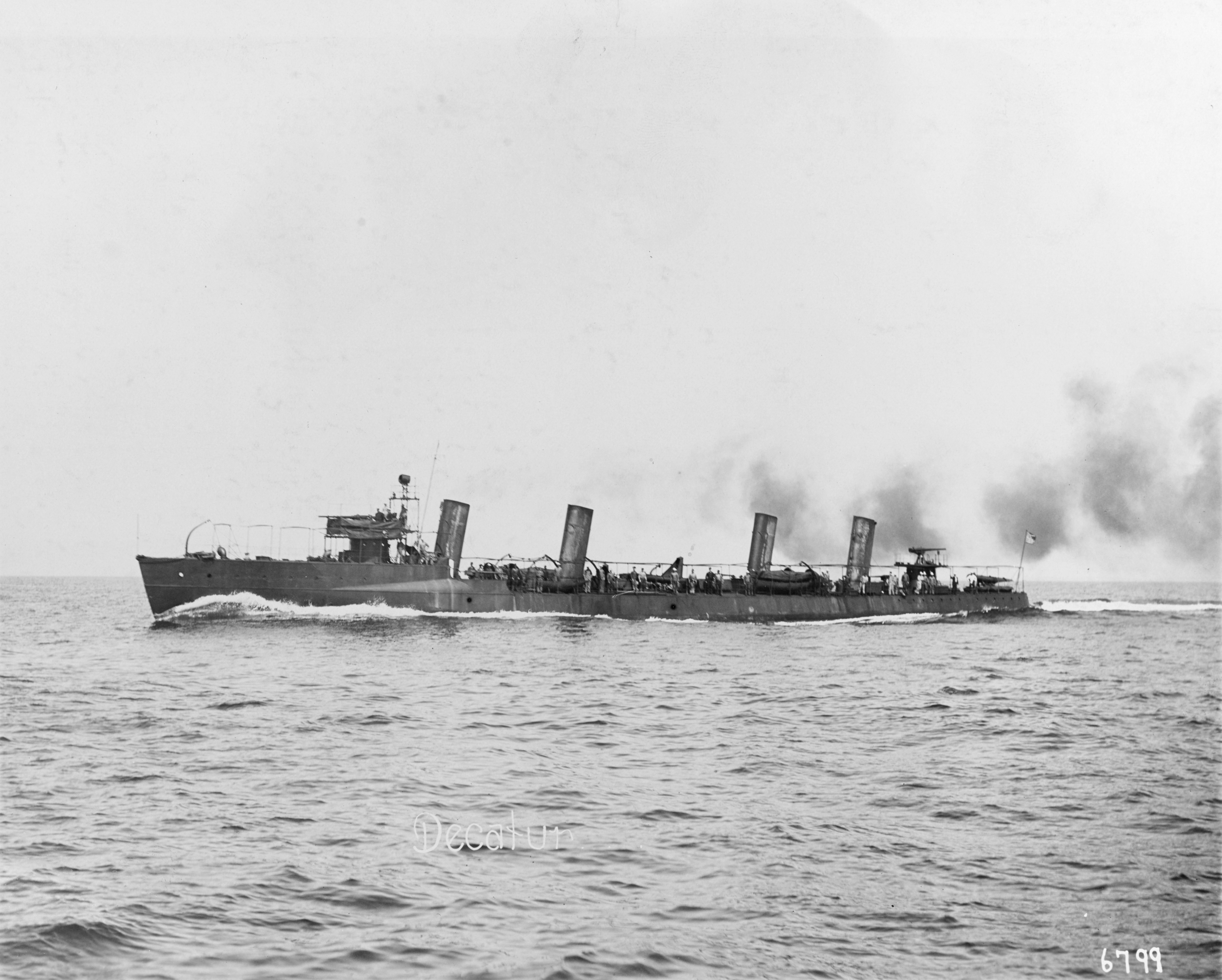
USS Decatur

El s-a înrolat pe vasul de linie USS Ohio(BB-12) la San Francisco, cu care a navigat în Extremul Orient. În septembrie 1906, a fost transferat pe crucișătorul USS Baltimore(C-3); și pe 31 ianuarie 1907, după doi ani petrecuți pe mare ca subofițer, a fost numit sublocotenent. A servit succesiv pe canoniera Panay, distrugătorul Decatur și crucișătorul Denver. Distrugătorul Decatur în Filipine la 7 iulie 1908 a eșuat pe un banc de nisip când era sub comanda sublocotenentului Nimitz. În ziua următoare distrugătorul a fost eliberat de pe banc. Curea marțială l-a acuzat pe Nimitz de neglijență în serviciu și a primit mustrare scrisă.  
Nimitz s-a întors în Satele Unite la bordul navei USS Ranger, când nava a fost transformată în navă școală, iar în ianuarie 1909 au început instrucțiunile în Prima Flotă de Submarine. În luna mai al aceluiași an i s-a dat comanda Primei Flote de Submarine, concomitent cu comanda navei USS Plunger. A comandat succesiv navele USS Snapper, USS Narwhal și ale Diviziei a Treia de Sumbarine din Atlantic. Pe monitorul Tonopah la 20 martie 1912 l-a salvat de la înec pe pompierul W. J. Walsh, pentru care a primit Medalia de salvare.
După comanda flotilei de submarine între mai 1912-martie 1913 a supravegheat construirea motorului diesel pentru petrolierul Maumee.

### Primul Război Mondial
După ce SUA a declarat război Germaniei, Nimitz se afla în serviciu pe petrolierul Maumee cu care alimentau distrugătoarele SUA pentru a traversa Atlanticul. În data de 10 august 1917 Nimitz a devenit ajutorul contraamiralului Samuel S. Robison, comandant al forțelor de submarine din Atlantic. În data de 6 februarie 1918 a fost numit șef de stat major și a primit distincție pentru merite în serviciu.

### Perioada interbelică
Din mai 1919 până în iunie 1920 Nimitz a servit ca ofițer executiv la bordul cuirasatului USS South Carolina (BB-26). Apoi el a comandat crucișătorul  Chicago și a fost comandant al diviziei a 14-a de submarine cu baza la Pearl Harbor. S-a întors în SUA în vara anului 1922 și a făcut studii la  Naval War College, din Newport, Rhode Island.
În iunie 1923 devine devine asistentul Șefului de stat major al Flotei de Luptă, apoi al Comandantului Flotei SUA.
Nimitz și-a pierdut o parte dintr-un deget într-un accident cu un motor diesel, restul degetului a fost salvat de inelul din Annapolis, care a blocat mecanismul care îi zdrobea degetul. Nimitz dădea în continuare ordine în ciuda durerii cumplite.
În octombrie 1933 a fost numit la comanda crucișătorului Augusta, care era desfășurat în Orientul Îndepărtat unde în decembrie Augusta a devenit nava amiral a Flotei din Asia. În aprilie 1935 s-a întors acasă pentru trei ani ca asistent al Biroului de Navigație, la 15 iunie 1939 fiind numit șef al Biroului de Navigație.

### Al Doilea Război Mondial
La zece zile după atacul de la Pearl Harbor la 7 decembrie 1941 a fost numit comandant al Flotei din Pacific a SUA (CinCPAC), cu rang de amiral, efectiv de la 31 decembrie. El a luat comanda în cadrul unei ceremonii pe puntea de sus a submarinului USS Grayling. Ceremonia de schimbare de comandă ar fi avut loc în mod normal, la bordul unui cuirasat, dar fiecare astfel de navă din Pearl Harbor a fost fie  scufundată, fie avariată în timpul atacului din 7 decembrie. Luând comanda în perioada cea mai critică a războiului din Pacific, amiralul Nimitz, în ciuda pierderilor de la atacul de la Pearl Harbor și a lipsei navelor, avioanelor și proviziilor, a organizat cu succes forțele sale pentru a opri avansul japonez.

## Datele când Nimitz a fost promovat în rang[12]
| Ensign (U.S. Navy) Locotenent | Lieutenant Junior Grade (U.S. Navy) Locotenent-major | Lieutenant (U.S. Navy) Căpitan | Lieutenant Commander (U.S. Navy) Locotenent comandor | Commander (U.S. Navy) Căpitan comandor | Captain (U.S. Navy) Comandor |
| O-1                           | O-2                                                  | O-3                            | O-4                                                  | O-5                                    | O-6                          |
| ----------------------------- | ---------------------------------------------------- | ------------------------------ | ---------------------------------------------------- | -------------------------------------- | ---------------------------- |
|                               |                                                      |                                |                                                      |                                        |                              |
| 7 ianuarie 1907               | 31 ianuarie 1910                                     | 31 ianuarie 1910               | 29 august 1916                                       | 1 februarie 1918                       | 2 iunie 1927                 |

| Commodore (U.S. Navy)          | Rear Admiral (U.S. Navy) Contraamiral | Vice Admiral (U.S. Navy) Viceamiral | Admiral (U.S. Navy) Amiral | Fleet Admiral (U.S. Navy) Amiral al Flotei |
| O-7                            | O-8                                   | O-9                                 | O-10                       | O-11                                       |
| ------------------------------ | ------------------------------------- | ----------------------------------- | -------------------------- | ------------------------------------------ |
|                                |                                       |                                     |                            |                                            |
| nu a avut niciodată acest grad | 23 iunie 1938                         | nu a avut niciodată acest grad      | 31 decembrie 1941          | 19 decembrie 1944                          |

Commodore - nu mai este astfel de rang în Marina Statelor Unite ale Americii
La momentul promovării lui Nimitz la rangul de contraamiral, Marina Statelor Unite nu a menținut gradul cu o stea (Commodore). Nimitz a fost promovat astfel, direct de la gradul de comandor la gradul de contraamiral. Prin numirea de către Congresul SUA, el a sărit peste gradul de viceamiral și a fost promovat direct la rangul de amiral în decembrie 1941.
Amiralul flotei - este un rang făcut permanent în Marina Statelor Unite pe 13 mai 1946, este un rang acordat pe viață.
Acest rang în SUA a fost acordat lui: George Dewey, William D. Leahy, Ernest King și William Halsey, Jr.

## Amintirea lui Nimitz

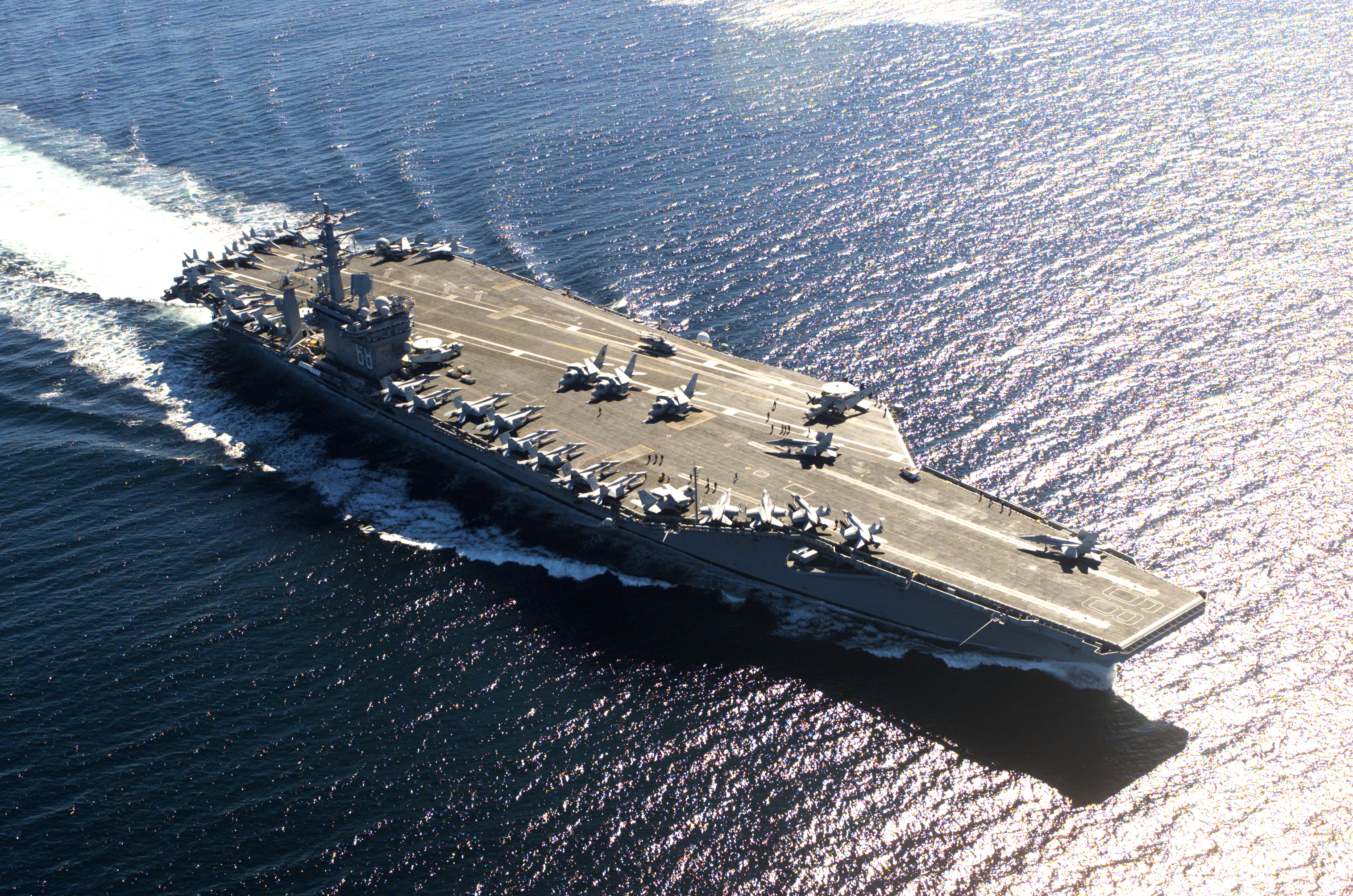
Portavionul USS Nimitz în larg, lângă Victoria, British Columbia.

- Portavionul USS Nimitz, primul portavion, care dă numele clasei unei serii de zece super-portavioane.
- Fundația Nimitz stabilită în 1970
- Biblioteca Nimitz U.S. Naval Academy, Annapolis, Maryland
- Orașul Nimitz, West Virginia în Summers County, West Virginia
- Nimitz Hill, vârf în Guam unde Nimitz avea cartierul general
- Nimitz Park, în Sasebo, Japonia
- The Nimitz Building în Portsmouth, Rhode Island

## Decorații și medalii

### Decorații și medalii SUA
|  | Medalia pentru merite deosebite ale Armatei       |
|  | Medalie de Agint pentru Salvatori                 |
|  | Medalia Americană pentru Apărare                  |
|  | Medalia pentru Campania din Pacific               |
|  | Medalia Victoriei pentru al II-lea Război Mondial |

### Decorații străine
|  | Marea Britanie - Knight Grand Cross of the Order of the Bath                                                                              |
|  | Marea Britanie - Pacific Star |
|  | Franța - Légion d'honneur |
|  | Olanda - Ordinea Orange-Nassau cu săbii și grad de Mare Cruce de Cavaler (Olandeză: Orde van Oranje Nassau in de graad Ridder Grootkruis) |
|  | Grecia - Marea Cruce al Ordinului George I                                                                                                |
|  | China - Grand Cordon of Pao Ting (Tripod) Special Class                                                                                   |
|  | Argentina - Order of the Liberator (Spanish: Orden del Libertador San Martin)                                                             |
|  | Belgia - Grand Cross Order of the Crown (Belgium) with Palm (French: Grand Croix de l'ordre de la Couronne avec palme)                    |
|  | Belgia - Cross of War with Palm (French: Croix de Guerre Avec Palme)                                                                      |
|  | Italia - Cavalerul Marii Cruci (Cavaliere di Gran Croce)                                                                                  |
|  | Brazilia - Ordinul Merit Naval (Ordem do Merito Naval)                                                                                    |